# Открытый чемпионат Барселоны по теннису среди женщин
Открытый чемпионат Барселоны среди женщин (англ. Barcelona Ladies Open, исп. Torneo WTA de Barcelona, в 2007—2008 — Barcelona KIA) — ежегодный профессиональный теннисный турнир, проводящийся в Барселоне на грунтовых кортах. В 2007-08 годах проводился в июне и относился к турнирам WTA IV категории. В 2009-12 годах проводится в апреле и относится к категории WTA International. Призовой фонд в 2009-12 годах — 220 тысяч долларов США, турнирная сетка рассчитана на 32 участницы в одиночном разряде и 16 пар.

## История
В 2003 году в Барселоне стартовал женский турнир ITF «Ciutat of Barcelona» с призовым фондом 10 тысяч долларов. Первой победительницей стала испанка Марта Фрага, обыгравшая в финале будущую первую ракетку мира Ану Иванович. Она завоевала титул также и в парах. Спустя год её успех повторила Лаура Поус, в одиночном разряде победившая Цветану Пиронкову, а в парах выступавшая с Лурдес Домингес Лино. Домингес Лино выиграла свой второй парный титул в 2005 году с Марией Антонией Санчес-Лоренсо, а в одиночном разряде победила Катерина Богмова из Чехии. С этого года спонсором турнира становится фирма Kia Motors. В 2006 году в одиночном разряде Татьяна Гарбин из Италии победила россиянку Екатерину Иванову, а в парах победу одержали представительницы Польши Алиция Росольская и Клаудия Янс.
С 2007 года турнир в Барселоне вошёл в турнирную сетку WTA. В 2008 году его призовой фонд составил 145 тысяч долларов, а на следующий год 220 тысяч.
В конце 2012 года из-за финансовых проблем турнир был закрыт, а его место в календаре WTA выкупили немецкие организаторы, создавшие новое соревнование в Нюрнберге.

## Победительницы и финалистки

### Одиночный разряд
| Год  | Победительница     | Финалистка                 | Счёт в финале |
| ---- | ------------------ | -------------------------- | ------------- |
| 2012 | Сара Эррани        | Доминика Цибулкова         | 6-2, 6-2      |
| 2011 | Роберта Винчи (2)  | Луция Градецкая            | 4-6, 6-2, 6-2 |
| 2010 | Франческа Скьявоне | Роберта Винчи              | 6-1, 6-1      |
| 2009 | Роберта Винчи      | Мария Кириленко            | 6-0, 6-4      |
| 2008 | Мария Кириленко    | Мария Хосе Мартинес Санчес | 6-0, 6-2      |
| 2007 | Меганн Шонесси     | Эдина Галловиц             | 6-3, 6-2      |
| 2006 | Татьяна Гарбин     | Екатерина Иванова          | 6-3, 7-5      |
| 2005 | Катерина Богмова   | Мария Санчес Лоренсо       | 3-6, 6-3, 7-5 |
| 2004 | Лаура Поус-Тио     | Цветана Пиронкова          | 4-6, 7-5, 6-2 |
| 2003 | Марта Фрага-Перес  | Ана Иванович               | 6-4, 5-7, 6-4 |

### Парный разряд
| Год  | Победительницы                                        | Финалистки                                           | Счёт в финале      |
| ---- | ----------------------------------------------------- | ---------------------------------------------------- | ------------------ |
| 2012 | Сара Эррани (2) Роберта Винчи (2)                     | Флавия Пеннетта Франческа Скьявоне                   | 6-0, 6-2           |
| 2011 | Ивета Бенешова Барбора Заглавова-Стрыцова             | Владимира Углиржова Натали Грандин                   | 4-6, 7-5, [11-9]   |
| 2010 | Сара Эррани Роберта Винчи                             | Татьяна Гарбин Тимея Бачински                        | 6-1, 3-6, [10-2]   |
| 2009 | Нурия Льягостера Вивес (2) Мария Хосе Мартинес Санчес | Андрея Клепач Сорана Кырстя                          | 3-6, 6-2, [10-8]   |
| 2008 | Лурдес Домингес Лино (3) Аранча Парра Сантонха (2)    | Нурия Льягостера Вивес Мария Хосе Мартинес Санчес    | 4-6, 7-5, [10-4]   |
| 2007 | Нурия Льягостера Вивес Аранча Парра Сантонха          | Лурдес Домингес Лино Флавия Пеннетта                 | 7-63, 2-6, [12-10] |
| 2006 | Клаудиа Янс Алиция Росольская                         | Эдина Галловиц Ванесса Хенке                         | 6-1, 6-2           |
| 2005 | Лурдес Домингес Лино (2) Мария Санчес Лоренсо         | Кончита Мартинес-Гранадос Мария Хосе Мартинес Санчес | 7-5, 6-74, 7-63    |
| 2004 | Лурдес Домингес Лино Лаура Поус-Тио                   | Нина Братчикова Екатерина Кожохина                   | 6-4, 7-64          |
| 2003 | Марта Фрага-Перес Адриана Гонсалес-Пеньяс             | Нурия Ройг-Тост Юлия Вакуленко                       | 6-3 6-3            |